# Firgas
Firgas es una localidad y municipio español perteneciente a la isla de Gran Canaria, en la provincia de Las Palmas, comunidad autónoma de Canarias.
Es el municipio con menor extensión de la isla, siendo además uno de los once municipios canarios que no poseen salida al mar.
Se la conoce también como el Balcón del Atlántico por sus vistas sobre dicho océano y de todo el norte, este y oeste de la isla.

## Toponimia
El municipio toma su nombre de su capital municipal, cuyo origen se encuentra en cómo los aborígenes canarios conocían a esta zona.
Otra variante del nombre es Afurgad, término que aparece en la lista de poblaciones de los antiguos canarios que da el cronista Andrés Bernáldez en su obra Memorias del reinado de los Reyes Católicos.
El filólogo Ignacio Reyes propone como traducción del término 'galería subterránea de agua mineral' desde una posible forma original ifri-gad, aunque también se barajan otros significados, como ‘cruce de caminos’ y ‘fortaleza en la altura’.

## Símbolos
El municipio cuenta con escudo heráldico y bandera municipal oficiales.

### Escudo
El escudo de Firgas fue aprobado por el Decreto 3673/1964, de 5 de noviembre. Consta de:.

Escudo cortado. Primero, de azur, montaña en su color con una cruz en su cima y un naciente de plata. Segundo, de oro, un haz de caña de azúcar de sinople. Bordura de gules con cuatro pares de espadas de sable puestas en aspa. Al timbre, corona real abierta.

### Bandera
La bandera oficial fue aprobada por el Ayuntamiento de Firgas el 13 de junio de 2001. Se representa «dividida en dos mitades por una línea diagonal que va del ángulo inferior del asta al superior del batiente, siendo la mitad superior izquierda blanca y la inferior derecha roja. En el centro, el escudo municipal».

## Geografía
Firgas está situado en el norte de la isla de Gran Canaria, a 28 kilómetros de la capital insular.
Limita con los términos municipales de Moya, Valleseco, Teror y Arucas.
Con 15,77 km² de extensión, Firgas es el municipio más pequeño de la isla de Gran Canaria y es conocida también como la ‘Villa del Agua’ por su tradicional riqueza hídrica.
La cabecera municipal se sitúa a 465 m s. n. m. El municipio no cuenta con salida al mar, siendo su altitud mínima de 41 m s. n. m. localizado en un punto del barranco de Quintanilla, en el límite municipal con Arucas. El punto más elevado de Firgas se alcanza a 967 m s. n. m. en el Pico de Osorio.

### Clima
El municipio de Firgas presenta un clima seco semiárido frío, según la clasificación de Köppen.
La temperatura media anual es de 17.8 °C, siendo el mes más caluroso agosto con 21.8 °C y el más frío enero con 14.4 °C.
En cuanto a las precipitaciones, Firgas registra un promedio de 268 mm al año, siendo los meses más lluviosos noviembre y diciembre con 54 mm, y los más secos julio y agosto con 1 mm.

### Zonas protegidas
Firgas posee parte de su superficie incluida en la Red Canaria de Espacios Naturales Protegidos, poseyendo parte del parque rural de Doramas y de la reserva natural especial de Azuaje.
Parte de estos dos espacios están incluidos asimismo en la Red Natura 2000 como Zonas Especiales de Conservación.

### Comunicaciones
- GC-350, comunica el municipio con Moya
- GC-30, comunica el municipio con Valleseco
- GC-300, comunica el municipio con Arucas
- GC-20, comunica el municipio de una manera más rápida con Arucas
- GC-305, comunica el municipio con la embotelladora de Aguas de Firgas y el barrio de Valsendero (Valleseco)
- GC-306, da acceso a la Montaña de Firgas
- GC-240, comunica el municipio con Teror

## Demografía
Firgas cuenta con una población de 7688 habitantes (INE 2024).
| Gráfica de evolución demográfica de Firgas entre 1842 y 2021                                                        |
| |
| Población de derecho según los censos de población del INE Población de hecho según los censos de población del INE |

## Administración y política

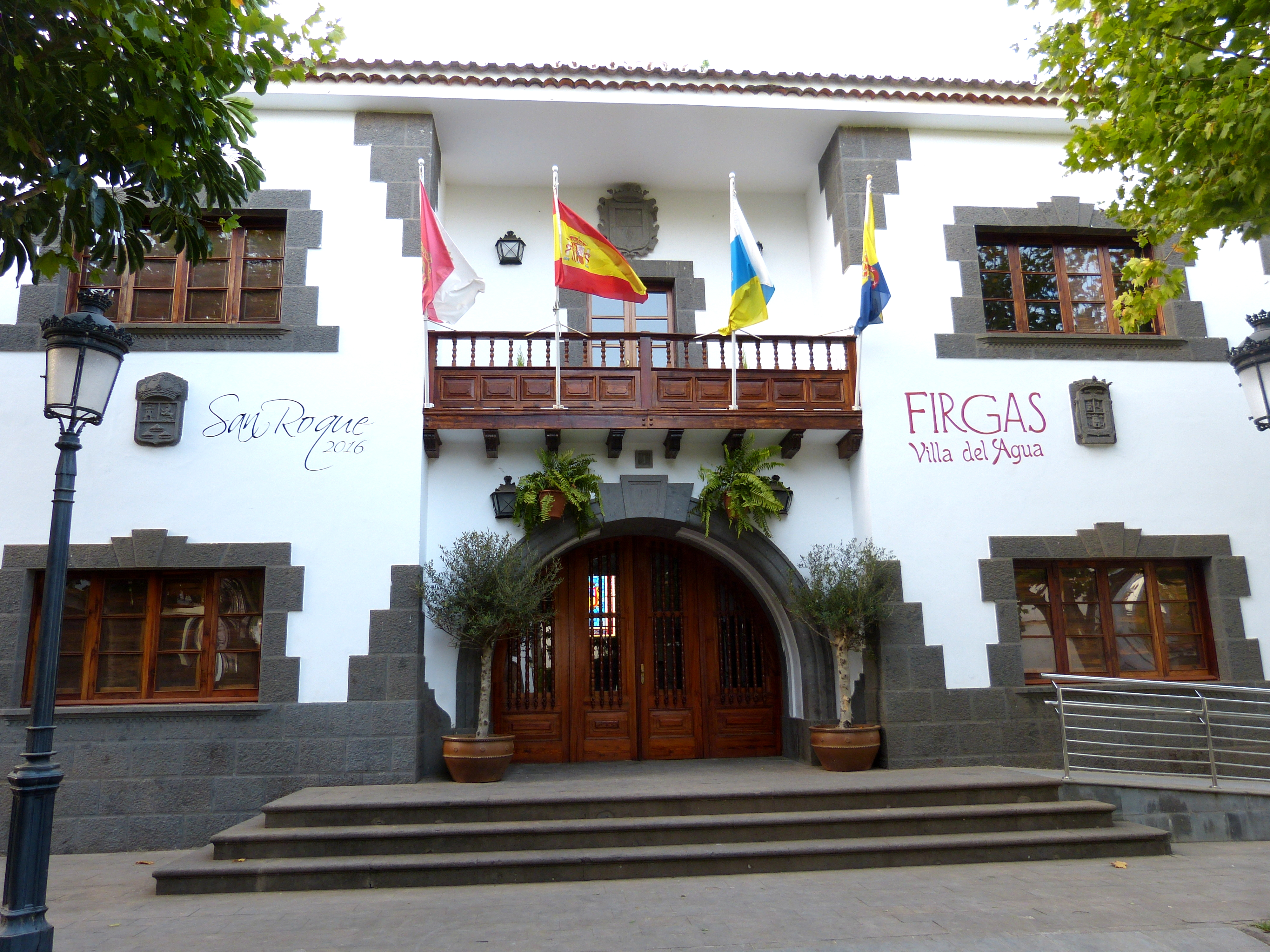
Ayuntamiento de Firgas

### Gobierno municipal
El municipio está regido por su ayuntamiento, conformado por el alcalde-presidente y doce concejales. Tras las elecciones de mayo de 2023, la Alcaldía de Firgas la ocupa Vicente Alexis Henríquez Hernández, del Partido Socialista Obrero Español (PSOE).
| Partido político                          | 2023       | 2023  | 2023  | 2019                   | 2019                   | 2019                   |
| Partido político                          | Concejales | Votos | %     | Concejales             | Votos                  | %                      |
| Compromiso por Firgas-Nueva Canarias (NC) | 6          | 1790  | 40,42 | 5                      | 1233                   | 28,6                   |
| Unidos por Gran Canaria (UxGC)            | 2          | 664   | 14,99 | Coalición Canaria (CC) | Coalición Canaria (CC) | Coalición Canaria (CC) |
| Partido Socialista Obrero Español (PSOE)  | 2          | 546   | 12,33 | 2                      | 558                    | 12,94                  |
| Coalición Canaria (CC)                    | 2          | 539   | 12,17 | 1                      | 399                    | 9,26                   |
| Partido Popular (PP)                      | 1          | 456   | 10,29 | 2                      | 720                    | 16,7                   |
| Hablemos Ahora                            | 0          | 231   | 5,21  | —                      | —                      | —                      |
| Vox                                       | 0          | 138   | 3,11  | —                      | —                      | —                      |
| Agrupación Firgas Democrática (AFD)       | —          | —     | —     | 2                      | 508                    | 11,78                  |
| Iniciativa Ciudadana de Firgas (ICFir)    | —          | —     | —     | 1                      | 437                    | 10,14                  |
| Podemos                                   | —          | —     | —     | 0                      | 205                    | 4,76                   |
| Ciudadanos (CS)                           | —          | —     | —     | 0                      | 189                    | 4,38                   |

### Organización territorial

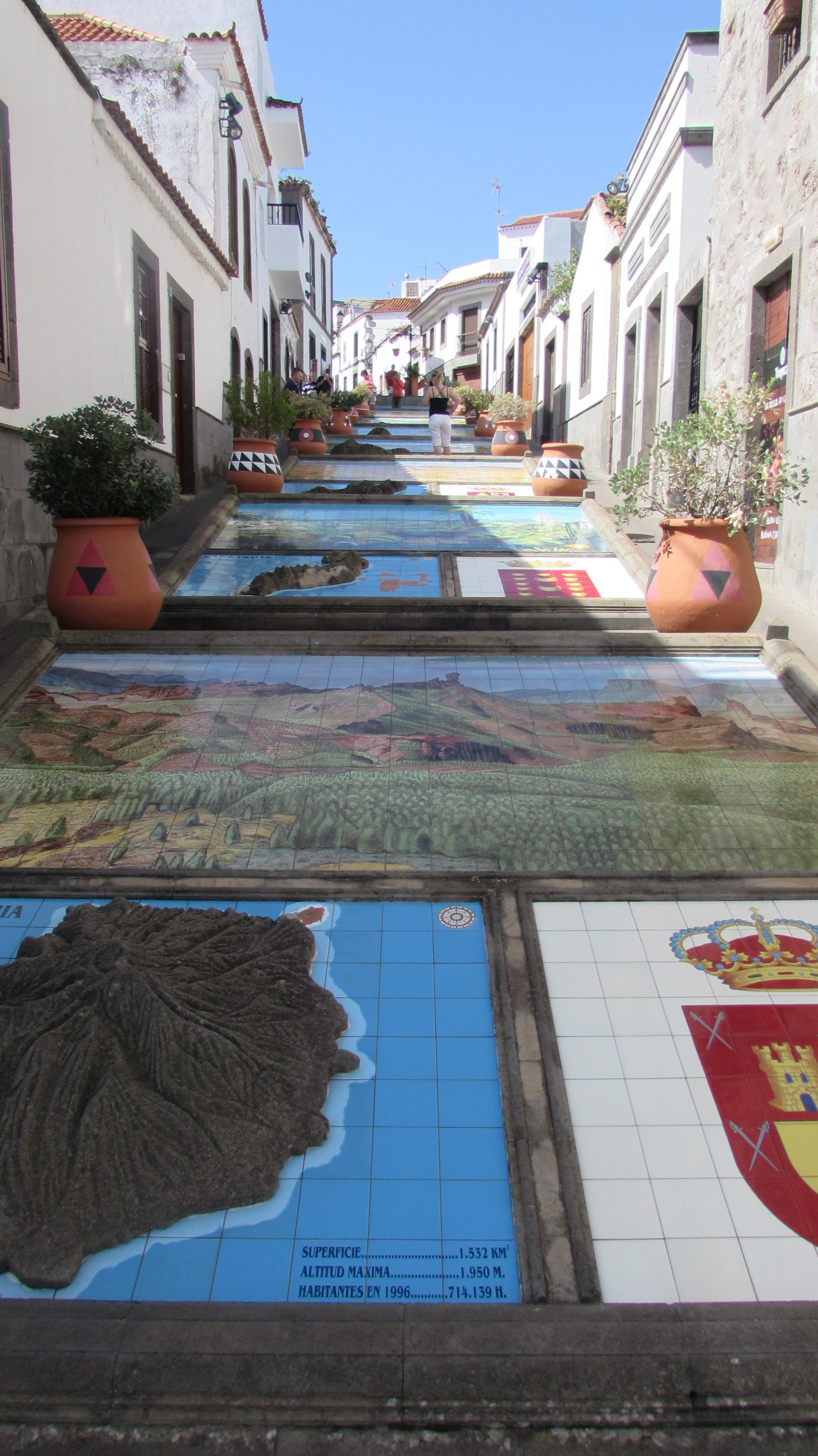
Paseo de Canarias

Firgas se halla incluida en la Mancomunidad de Ayuntamientos del Norte de Gran Canaria y en la de Municipios de Montaña No Costeros de Canarias.
Administrativamente, el término municipal se divide en los siguientes barrios y sus respectivos núcleos:
- Barranco de las Madres
- Buenlugar: Buenlugar, Itara y La Palmilla
- La Caldera
- Cambalud
- Casablanca: Casablanca y El Lomito
- El Cortijo
- La Cruz: Los Barranquillos y La Cruz
- Los Dolores
- Firgas (capital municipal)
- Lomo Quintanilla
- Padilla
- Las Pellas
- El Risco
- Los Rosales: Los Menores y Los Rosales
- San Antón
- Trapiche
- El Zumacal

## Historia
Las tierras de Firgas fueron colonizadas a partir de 1484 por Tomás Rodríguez de Palenzuela, fundador en 1506 de la ermita de San Juan de Ortega, en torno a la cual se irá poblando el territorio
La fundación del Convento Dominico de San Juan de Ortega en 1613, a petición de Juan Suárez de Palenzuela y Figueroa, marca un hito importante en la historia de Firgas por el papel que juegan sus frailes en la asistencia religiosa y la formación de sus habitantes y por ser el lugar que albergará la imagen de San Roque, santo patrón al que se venera desde principios del siglo XVI.
La abundancia de agua y de madera, permitió a Firgas cultivar durante esa época caña de azúcar destinada a la exportación, así como la creación y mantenimiento de varios ingenios azucareros. 
Firgas se constituyó como municipio independiente en 1835. Anteriormente fue un pago de Arucas, si bien en 1766 obtiene cierta independencia de este último municipio en asuntos como la solicitud de tierras realengas para la construcción de escuelas, construcción y mantenimiento de caminos o la perpetuación de la fiesta de San Roque, patrón actual de la Villa.

## Economía
Actualmente, las principales actividades productivas de Firgas siguen siendo la agricultura, destacando los cultivos de plátanos, papas (patatas) y hortalizas, y la ganadería. También contribuye al desarrollo de su economía pequeñas empresas dedicadas al comercio y, sobre todo, la hostelería, con la presencia de restaurantes que ofrecen platos de la cocina tradicional canaria, entre los que destacan el potaje de berros, el gofio y las carnes asadas en carbón.
En el municipio se encuentra un antiguo balneario, hoy en desuso, y una embotelladora de aguas mineromedicinales que lleva el mismo nombre que la localidad y que se distribuye en todo el archipiélago.

### Turismo
Las nuevas tendencias de la demanda turística, basada en la búsqueda de experiencias al aire libre y vinculadas al turismo activo y de naturaleza, han favorecido en los últimos años la expansión de este sector en la Villa de Firgas, contribuyendo a su dinamización económica. Consecuencia de ello es una creciente demanda alojativa en el municipio que se ha traducido en la aparición en los últimos años de la Casa Emblemática La Cuadra y de numerosas viviendas vacacionales.
Firgas ofrece hoy la posibilidad de practicar senderismo en al menos seis rutas circulares, así como ciclismo de montaña en otras cuatro rutas, todas ellas perfectamente señalizadas en el marco de una naturaleza rica en paisajes. Lugares protegidos como el parque rural de Doramas, donde se encuentra el Barranco de Azuaje, es uno de los destinos obligados para los amantes de la naturaleza, donde el agua fluye libremente durante todo el año.
La visita a su casco histórico es, asimismo, muy recomendable para aquellos que desean descubrir la esencia de este pueblo donde la huella de su ancestral cultura del agua está patente en cada rincón, tanto en construcciones pasadas como en las más recientes.
Ejemplos de ello son el paseo de Gran Canaria y el paseo de Canarias, ambos ubicados en una vía peatonal cuya pendiente natural se ha aprovechado para construir una cascada de 30 metros de largo sobre piedra de cantería; la Casa de la Cultura, antigua fonda donde se alojaban los usuarios que acudían a los baños en el desaparecido balneario de Azuaje y hoy convertida en biblioteca municipal; la antigua acequia Real de la Heredad de Aguas de Arucas y Firgas, recuperada en 2009; el molino de agua, construido en 1512 y conocido también como molino del Conde, además de la plaza e iglesia de San Roque, son lugares de ineludible visita.
El mirador de Las Madres, situado a 300 metros de distancia del casco histórico de la villa y desde el que se puede observar los espectaculares barrancos de Las Madres, Guadalupe y Azuaje, y el Mirador de las Pellas, que rememora la desaparecida Selva de Doramas, constituyen una gran oportunidad para disfrutar de los impresionantes paisajes que ofrece la naturaleza de Firgas.
Firgas cuenta también con importantes yacimientos arqueológicos, entre los que destacan La Guancha, Los Silos de Azuaje, Los Silos del Barranco de Jiménez, El Hormiguero, El Cabezo, las Cuevas de la Trinidad y El Convento.
Turistas alemanes, nacionales, anglófonos y franceses son los visitantes más frecuentes de esta villa del norte de Gran Canaria.

## Cultura
La villa de Firgas cuenta con grupos culturales entre los que destaca la Sociedad Liceo de Firgas que en 2007 cumplió su 75 aniversario. También posee colectivos musicales como el Patronato Escuela de Música de Firgas y la Coral de la Villa de Firgas, así como con el cuerpo de baile Miguel Gil. En música folclórica contó con los grupos Los Berreros y la Parranda de Firgas. En los últimos años se han constituido en el municipio nuevas agrupaciones musicales y se han formado jóvenes solistas que están destacando en el panorama musical insular.

### Patrimonio

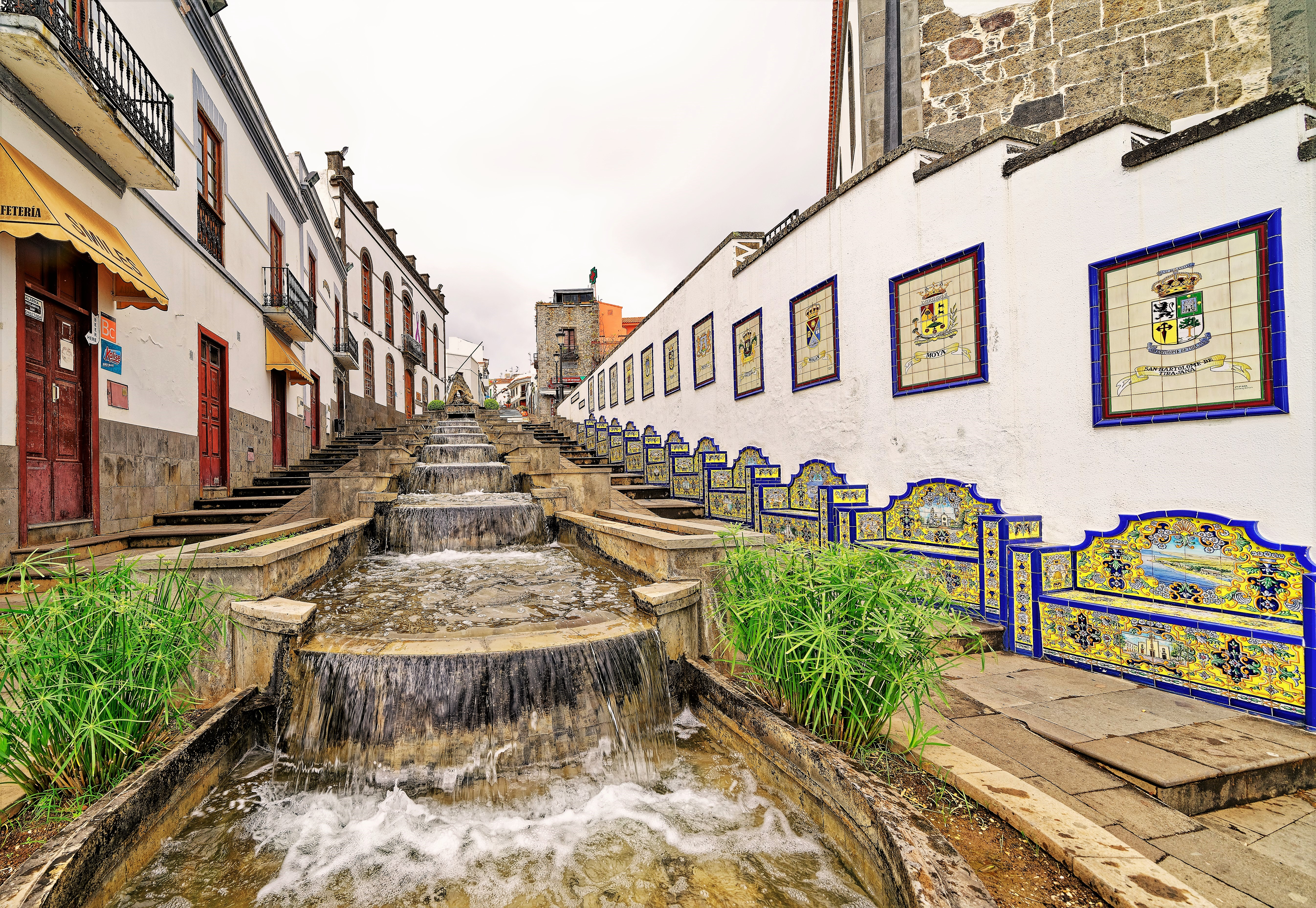
Paseo de Canarias

El término municipal cuenta con varios elementos patrimoniales de valor:
Arqueológico
- La Guancha, conjunto de cuevas naturales y artificiales de habitación
- El Cabezo y El Hormiguero, cuevas funerarias

Religioso
- Iglesia parroquial de san Roque

Civil
- Molino de gofio (BIC)

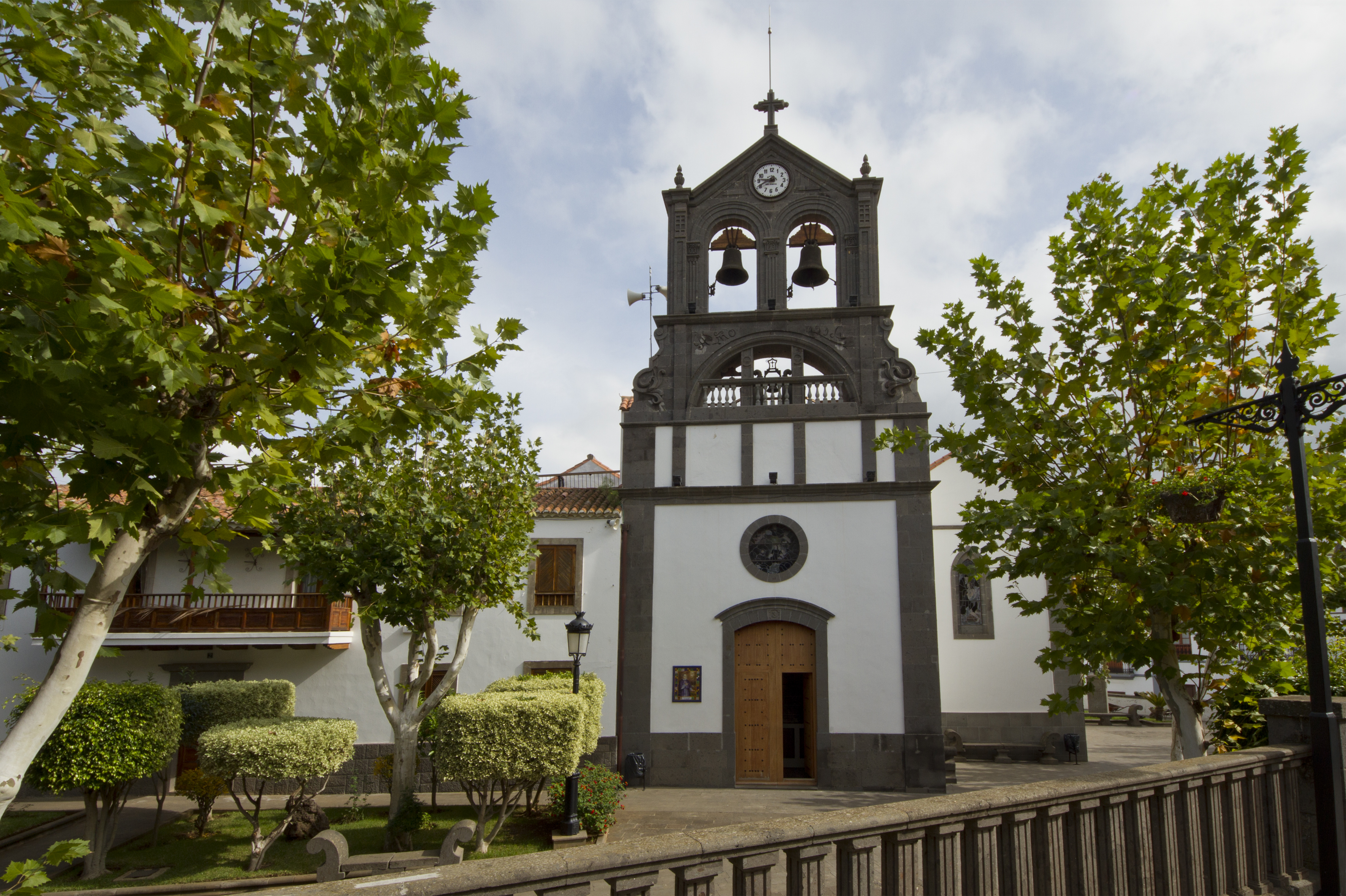
Iglesia de san Roque

- Paseo de Canarias. Situado en la antigua calle Real del Centro, en el casco histórico de la villa que cuenta con mosaicos traídos de Sevilla que representan a las Islas Canarias y a los veintiún municipios de la isla de Gran Canaria.
- Paseo de Gran Canaria, situado en la misma calle Real del Centro donde se representa a los veintiún municipios de la isla de Gran Canaria y con una fuente en cascada que simboliza la riqueza hídrica de Firgas.
- Casa de la Cultura
- Hacienda de Los Dolores
- Las Berreras, huertas dedicadas al cultivo intensivo del berro.

Natural
- Barranco de Azuaje

### Fiestas
En el mes de agosto, Firgas celebra la festividad de su santo patrón San Roque, fiesta en la que destaca la romería-ofrenda, que se celebra cada 16 de agosto y en la que cada barrio y los romeros en general, construyen sus propias carretas que llenan las calles de tipismo y ofrendas, que son entregadas a los pies del santo patrón para ayudar a los más necesitados. La festividad de San Roque es la celebración más antigua del municipio y se remonta al siglo XVI.